# Princess Comet
Princess Comet (яп. コメットさん☆ Комикку Батон гёру Комэтто-сан, досл. англ. «Cosmic Baton Girl Kometto-san»; русс. «Принцесса Комета») — махо-сёдзё манга Мицутэру Екоямы, впоследствии адаптированная в аниме-сериал из 43 эпизодов, выходивший на телеканале TV Tokyo с 1 апреля 2001 года по 27 января 2002 года. Сериал также транслировался в эфире спутникового телевидения Animax.

## Сюжет
Сюжет рассказывает о двенадцатилетней принцессе Комете, наследнице внеземного государства Звезда Гармоника. Она должна была встретиться с принцем Звезды Бубнов, однако что-то пошло не так: как выяснилось, он бежал на Землю. Утверждая, что узнает его по глазам, она отправляется на его поиски, хотя не имеет ни малейшего представления о его внешности. Однако на Земле, отыскав принца, она влюбляется не только в него, но и во всю планету, привязываясь к жизни на Земле.